# Kurt Matern
Kurt Matern (* 23. September 1884 in Rößel im Ermland, Ostpreußen; † 25. November 1968 in Paderborn) war ein deutscher Architekt und Maler.

## Leben
Kurt Matern wurde 1884 im Kreis Rößel geboren, sein älterer Bruder Georg Matern war ein katholischer Geistlicher und Heimatforscher. Er legte am 21. Februar 1905 das Abitur in Braunsberg ab und studierte ab 1905 Architektur an der Technischen Hochschule Karlsruhe und an der Technischen Hochschule Danzig. Das Studium schloss er 1909 mit der Diplom-Hauptprüfung ab (Diplomurkunde vom 23. Oktober 1909). Er entschied sich für eine Beamtenlaufbahn und war im Referendariat ab 1910 als Regierungsbauführer beim Provinzialkonservator in Münster beschäftigt, arbeitete an der Inventarisation der Bau- und Kulturdenkmäler Westfalens mit und war ebenso bei der königlich preußischen Eisenbahndirektion Münster eingesetzt. Als Assistent lehrte er am Lehrstuhl für Malerei und Freihandzeichnen der Technischen Hochschule Aachen.
Zwischen 1910 und 1912 hielt sich Matern mehrmals auf der Sommerresidenz Kaiser Wilhelms II., dem Gut Cadinen in Westpreußen auf, um dort das Leben der Landarbeiter in Ölgemälden festzuhalten. Daneben schuf er zahlreiche Stillleben und Landschaftsgemälde. Die Kunstwerke Materns wurden in Ausstellungen gezeigt, u. a. in Danzig und 1913 auf der Großen Berliner Kunstausstellung.
Im Jahr 1913 folgte in Berlin die Große Staatsprüfung und die anschließende Ernennung zum Regierungsbaumeister (Assessor in der öffentlichen Bauverwaltung). Bis zum 31. Juli 1914 war er beim Militärbauamt Danzig eingesetzt. Anschließend wurde er zum Provinzialkonservator der Provinz Westfalen nach Münster berufen.
Zum 1. Januar 1915 wurde Kurt Matern zum Diözesanbaumeister im Bistum Paderborn und am 28. Januar zum Dombaumeister ernannt. Im selben Jahr gründete er in Paderborn ein Architekturbüro, einer seiner Mitarbeiter war der Architekt Josef Lucas. Von Matern stammen ebenfalls grafische Entwürfe für Anzeigen sowie Notgeldscheine während der Inflation.

## Werk

### Bauten und Entwürfe (Auswahl)

#### Sakralbauten

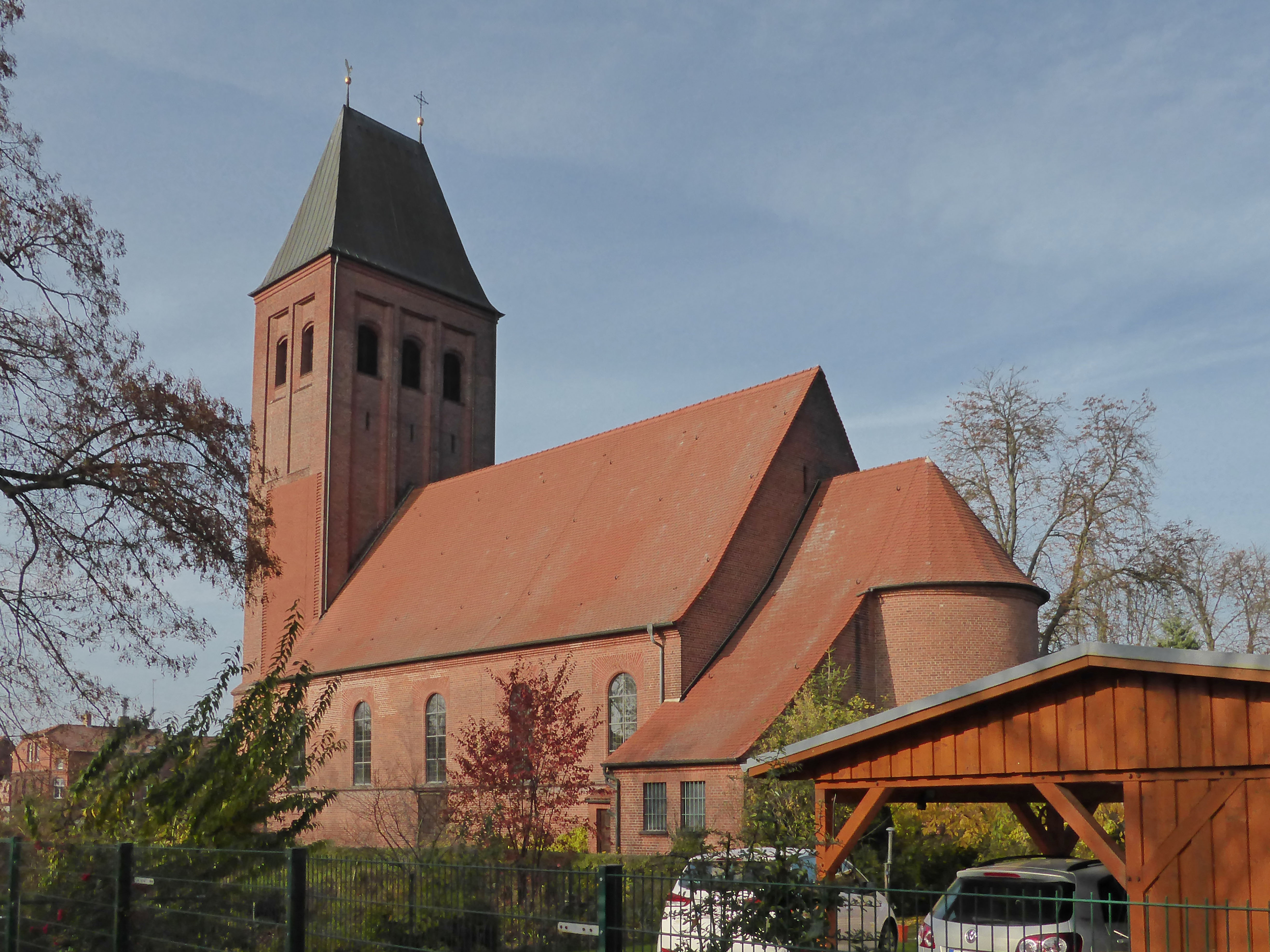
Dreifaltigkeitskirche in Tangermünde

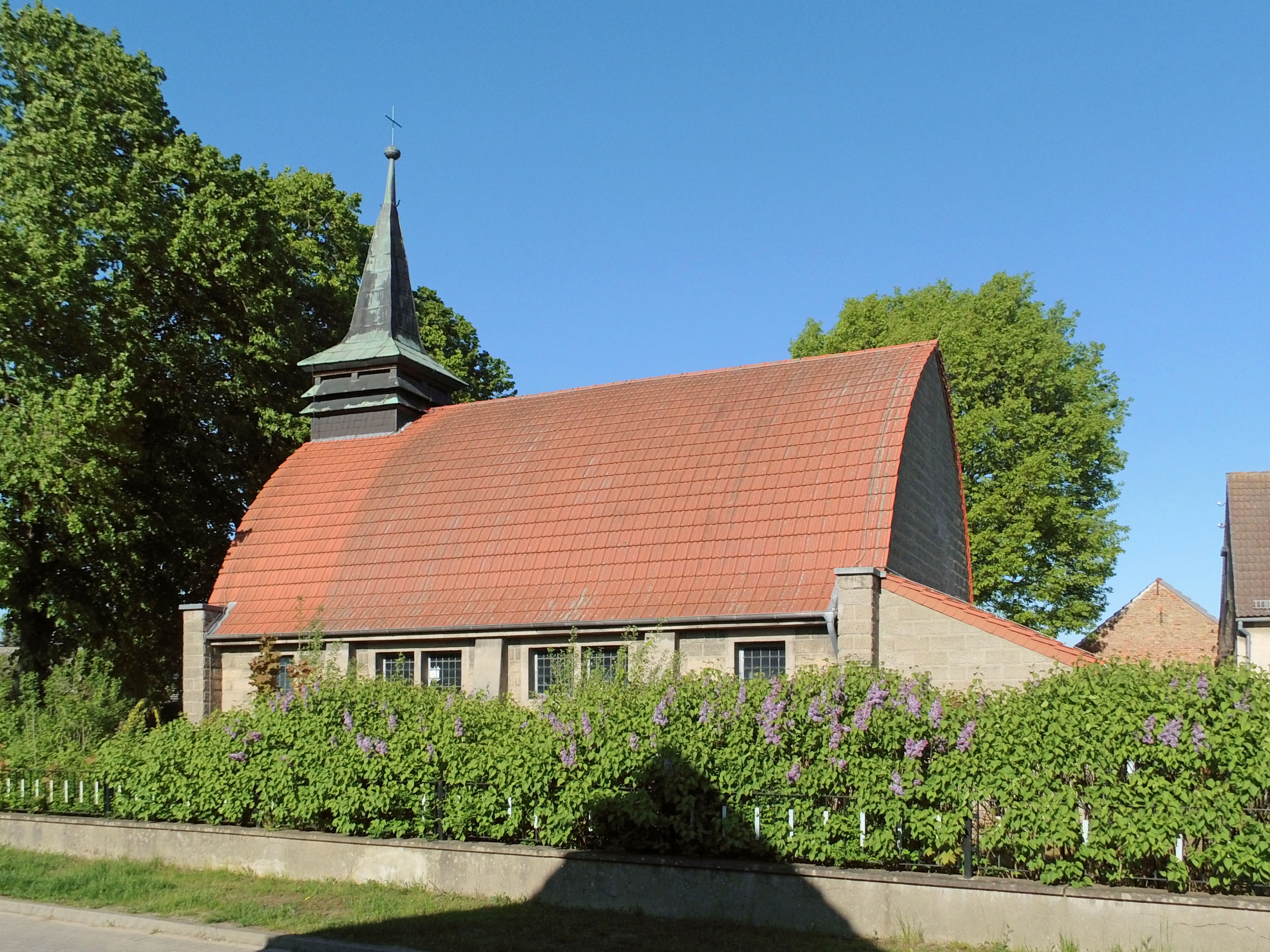
Kirche St. Bernhard in Goldbeck (Altmark)

- 1916–1917: Heilig-Geist-Kirche in Greppin
- 1917: Erweiterungsbau der Pfarrkirche St. Johannes Baptist in Menden-Barge
- 1924–1926: Dreifaltigkeitskirche in Tangermünde
- 1923–1926: Kirche St. Joseph in Bamenohl
- 1928: Kirche St. Joseph in Osterburg (Altmark)
- 1929: Erweiterungsbau der Kirche St. Peter und Paul in Bad Oeynhausen
- 1929: Kirche St. Bernhard in Goldbeck (Altmark)
- 1930: Neubau der Kirche St. Bonifatius in Paderborn-Stadtheide (1981 durch Neubau ersetzt)
- 1932: Erweiterungsbau der Kirche St. Laurentius in Drolshagen-Schreibershof
- 1932: Christkönig-Kirche in Warmen
- 1935: Heilig-Kreuz-Kirche in Horn-Bad Meinberg
- 1935: Erweiterungsbau der Kirche St. Johannes in Sundern
- 1933–1936: Umbau und Erweiterung der Kirche St. Mariae Geburt in Bischofferode[1]
- nach 1945: Wiederaufbau des Paderborner Doms
Unter Verwendung der vier Prunksäulen von Heinrich Gröninger entwarf Matern eine monumentale Architektur, die sich – in Anlehnung an die kurz zuvor bei Grabungen entdeckte Westapsis des Vorgängerbaus – zum Dominneren hin in einem Halbrund öffnet.
- 1952–1953: Wiederaufbau der Kirche St. Meinolphus und Mauritius in Bochum-Ehrenfeld
- 1953: Wiederaufbau der Kirche Hl. Drei Könige in Garbeck
- „Halberstädter Bischofswand“ im Vorhof der Katharinenkirche in Halberstadt

#### Profanbauten

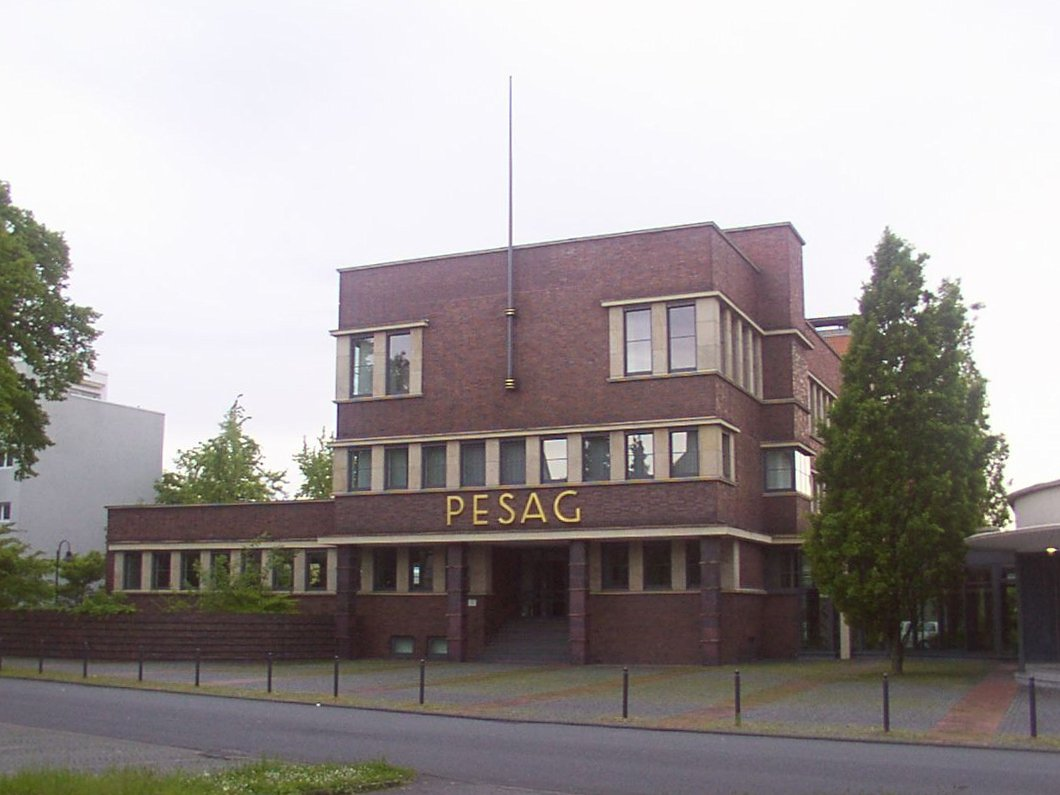
Verwaltungsgebäude der PESAG in Paderborn

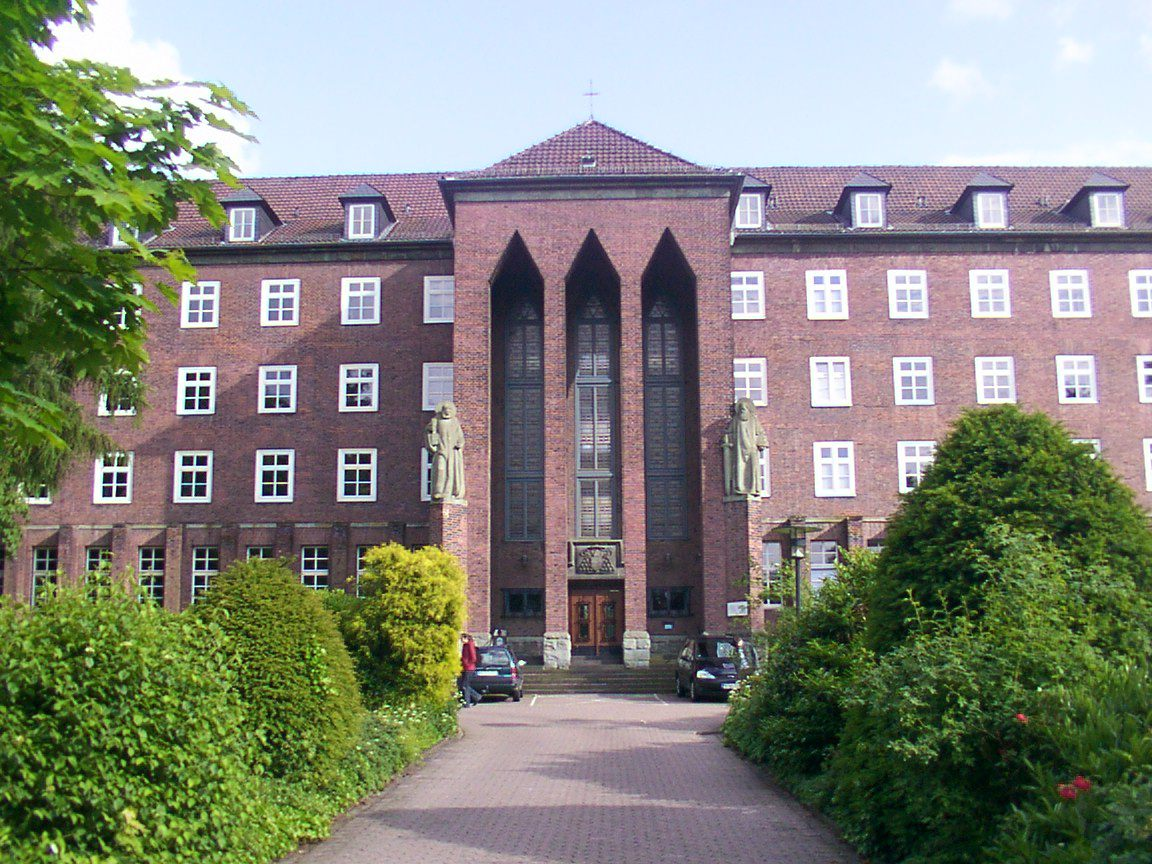
Priesterseminar in Paderborn

- 1921: Denkmal für die Gefallenen des Ersten Weltkriegs in der St.-Vitus-Kirche des Klosters Willebadessen
- 1926: Wettbewerbsentwurf für eine Wohnhaus-Bebauung in Attendorn[2]
- 1928: Verwaltungsgebäude der PESAG in Paderborn, Tegelweg 25 (unter Denkmalschutz)
- 1929–1931: Erzbischöfliches Priesterseminar in Paderborn, Leostraße 19 (unter Denkmalschutz; heute genutzt durch die Katholische Hochschule Nordrhein-Westfalen)
- 1932: Erweiterungsbau des Priesterseminars in Braunsberg
- 1936: Katholische Schule in Wittenberg[3]
- 1949–1950: Geschäftshaus der Sparkasse unter Einbeziehung der erhaltenen Fassade des Heising’schen Hauses in Paderborn

### Gemälde
- Hain bei Hamburg
- Abendstimmung bei Kahlberg / Ostsee, Ostpreußen
- Gehöft; Scheune, einsames Haus, Weiden
- Heidelandschaft
- Bergkirche im Winter
- Straßenansicht im Winter
- Winterlandschaft
- Selbstporträt
- 1953: Schloss Schleiden in Eifel
- 1953: Burg Wildenburg in Eifel

### Schriften
- mit Georg Matern: Burg und Amt Rößel. Ein Beitrag zur Burgerkunde des Deutschordenslandes. L. Teichert, Königsberg 1925.